# Pelorus
Le Pelorus est un yacht de luxe mis en service par le milliardaire Roman Abramovitch en 2004. Dans le cadre du divorce de Roman abramovitch le yacht devient propriété de son ex femme Irina qui le vend à David Geffen en 2011 via le courtier Merle Wood & Associates pour 300 millions de dollars. Geffen le revend la même année à Abdallah ben Zayed Al Nahyane pour 214 millions d'euros. 
De 2016 à 2023 il appartient au milliardaire hongkongais Samuel Tak Lee (en).
Il est mis en vente en 2023 pour 185 millions de dollars.

## Caractéristiques
Le Pelorus a été dessiné par Tim Heywood et construit aux chantiers navals allemands Lürssen de Brême. Son nom vient du grec pelorios qui signifie « vaste ».
Il dispose de deux plates-formes pour hélicoptères : l'une à l'avant de la proue et la seconde à l'avant du pont supérieur. Ses quatre annexes ont été construites par Vikal, auxquelles s'ajoutent deux bateaux pneumatiques semi-rigides.
Sur le « pont soleil », le Pelorus est équipé d'une piscine et d'un jacuzzi. Un cinéma se trouve à bord du yacht et le garage des annexes peut se transformer en discothèque, une fois les annexes mises à l'eau. Il est aussi équipé d'un système antimissile.
Un véritable spa est installé à bord avec deux salles de massage, un salon de beauté, une salle de sport et un hammam.